# 南アフリカ共和国の島の一覧
南アフリカ共和国の島の一覧（みなみアフリカきょうわこくのしまのいちらん）は南アフリカ共和国の島について記す。

## 一覧
主な島を示す。
西ケープ州沿岸
- ダッセン島（英語版）
- ドイカー島（英語版）
- ダイアー島（ドイツ語版）
- ロベン島
- バード島（アフリカーンス語版）
- シール島（英語版） (フォールス湾)
- シール島 (モーセル湾)（セブアノ語版）
- Schaapeneiland (サルダニア湾)
- マルガス島（英語版） (サルダニア湾)
- ジュッテン島（セブアノ語版） (サルダニア湾) (Jutten Island)
- フォンデリング島（セブアノ語版） (Vondeling Island)

アルゴア湾
- バード諸島（アルゴア湾）
  - バード島（ドイツ語版）
  - スタグ島（ドイツ語版）
  - シール島 (アルゴア湾)（セブアノ語版）
- セント・クロワ諸島（アルゴア湾）
  - セント・クロワ島（英語版）
  - ブレントン島（ドイツ語版）
  - ジャリール島（ドイツ語版）

南大西洋
- プリンス・エドワード諸島
  - マリオン島（フランス語版）
  - プリンス・エドワード島（フランス語版）